# Аманат (фильм, 2022)
«Аманат» — фильм Рауфа Кубаева и Антона Сиверса. Вышел в широкий прокат 26 мая 2022 года.

## Сюжет
Согласно опубликованному синопсису, фильм расскажет об отношениях Джамалуддина, сына имама Шамиля с русской аристократкой Елизаветой Олениной в первой половине XIX века, когда в России происходили драматические события.

## В ролях
| Актёр                | Роль                                                       |
| -------------------- | ---------------------------------------------------------- |
| Амин Хуратов         | Джамалуддин                                                |
| Варвара Комарова     | Елизавета Петровна Оленина                                 |
| Арслан Мурзабеков    | имам Шамиль                                                |
| Андрей Соколов       | император Николай I                                        |
| Андрей Фомин         | император Александр II                                     |
| Александр Мичков     | Алексей Петрович Оленин                                    |
| Екатерина Гусева     | Мария Сергеевна Оленина, мать Елизаветы и Алексея Олениных |
| Виталий Коваленко    | Пётр Алексеевич Оленин, отец Елизаветы и Алексея Олениных  |
| Фёдор Лавров         | Семен, крепостной изобретатель                             |
| Фархад Махмудов      | Мирза                                                      |
| Андрей Малов-Гра     | командир полка, полковник Кубаровский                      |
| Василий Мичков       | генерал Дубельт, управляющий III отделением                |
| Даниил Страхов       | Мамонов                                                    |
| Газимагомед Раджабов | Мюрид                                                      |

## Историческая достоверность
После премьеры кандидат исторических наук и специалист по Кавказской войне Патимат Тахнаева выступила с резкой критикой фильма в вопросе его исторической достоверности. В частности, Тахнаева считает, что действительности не соответствуют следующие детали сюжета:
- Джамалуддин во время осады был выдан Граббе не под предлогом «снятия осады»
- История любви Джамалуддина и Елизаветы полностью выдумана
- Джамалуддин не был вхож к Николаю I
- Отъезд Джамалуддина в фильме связан с благородным порывом завершить «братоубийственную войну». На самом же деле Джамалуддина выдал император Шамилю по его требованию в обмен на пленных грузинских княгинь
- «„Аманатская“ фенимор-куперовщина — любовь, заговоры, интриги, дуэли, лозунги и слоганы, не имеют ни малейшего отношения к истории Кавказской войны и биографии Джамалуддина».

Легенда о близких отношениях между Джамалуддином и Елизаветой Олениной принадлежит, скорее всего, перу племянника последней — писателя П. А. Оленина-Волгаря (1864—1926), опубликовавшего в 1904 году в журнале «Исторический вестник» рассказ «Невеста Шамиля». Именно у него её позаимствовала Лидия Чарская, передав в своей повести «Газават» (1906). В СССР её активно растиражировали несколько писателей, включая В. С. Пикуля, не ссылавшиеся при этом ни на какие-либо исторические труды, ни на архивные документы. Ни одного подлинного письма Джамалуддину от Елизаветы Олениной (1832—1922), пережившей своего предполагаемого жениха на 64 года, также не сохранилось.